# Peromyscus

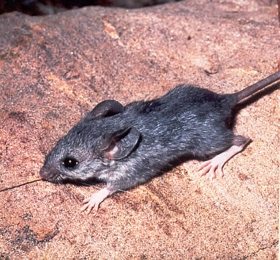
kaktuszlakó amerikaiegér (Peromyscus eremicus)

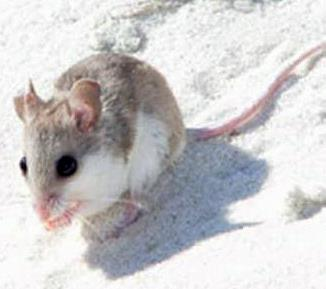
Peromyscus polionotus

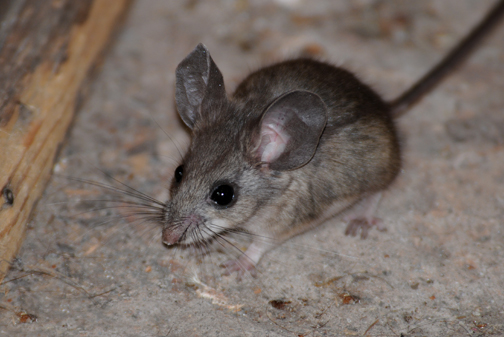
Peromyscus truei

A Peromyscus, vagy amerikaiegér az emlősök (Mammalia) osztályának rágcsálók (Rodentia) rendjébe, ezen belül a hörcsögfélék (Cricetidae) családjába tartozó nem.

## Rendszerezés
A nembe az alábbi 55 faj tartozik:
- californicus csoport – 2 faj
  - kaliforniai amerikaiegér (Peromyscus californicus) Gambel, 1848
  - Peromyscus fraterculus Miller, 1892

- eremicus csoport – 9 faj
  - kaktuszlakó amerikaiegér (Peromyscus eremicus) Baird, 1857
  - angel-szigeteki amerikaiegér (Peromyscus guardia) Townsend, 1912 – kihalt
  - San Lorenzo-szigeti amerikaiegér (Peromyscus interparietalis) Burt, 1932
  - Tortuga-szigeti amerikaiegér (Peromyscus dickeyi) Burt, 1932
  - Coronados-szigeti amerikaiegér (Peromyscus pseudocrinitus) Burt, 1932
  - Peromyscus eva Thomas, 1898
  - Monseratte-szigeti amerikaiegér (Peromyscus caniceps) Burt, 1932
  - Merriam-amerikaiegér (Peromyscus merriami) Mearns, 1896
  - San Pedro Noiasco-szigeti amerikaiegér (Peromyscus pembertoni) Burt, 1932 – kihalt

- hooperi csoport – 1 faj
  - Hooper-amerikaiegér (Peromyscus hooperi) Lee & Schmidly, 1977

- crinitus csoport – 1 faj
  - kanyonlakó amerikaiegér (Peromyscus crinitus) Merriam, 1891

- maniculatus csoport – 6 faj
  - őzegér (Peromyscus maniculatus) Wagner, 1845
  - Peromyscus polionotus Wagner, 1843
  - Santa Cruz-szigeti amerikaiegér (Peromyscus sejugis) Burt, 1932
  - Peromyscus keeni Rhoads, 1894
  - Peromyscus melanotis J. A. Allen & Chapman, 1897
  - Santa Catalina-szigeti amerikaiegér (Peromyscus slevini) Mailliard, 1924

- leucopus csoport – 2 faj
  - fehérlábú egér vagy fehérlábú pocok (Peromyscus leucopus) Rafinesque, 1818 – típusfaj
  - gyapotegér (Peromyscus gossypinus) Le Conte, 1853
    - †Chadwick-parti gyapotegér (Peromyscus gossypinus restrictus) A. H. Howell, 1939 - alfaj

- aztecus csoport – 3 faj
  - azték egér (Peromyscus aztecus) Saussure, 1860
  - Peromyscus spicilegus J. A. Allen, 1897
  - Peromyscus winkelmanni Carleton, 1977

- boylii csoport – 8 faj
  - Peromyscus boylii Baird, 1855
  - Peromyscus levipes Merriam, 1898
  - San Esteban-szigeti amerikaiegér (Peromyscus stephani) Townsend, 1912
  - texasi amerikaiegér (Peromyscus attwateri) J. A. Allen, 1895
  - Peromyscus simulus Osgood, 1904
  - Tres Marias-szigeti amerikaiegér (Peromyscus madrensis) Merriam, 1898
  - Peromyscus pectoralis Osgood, 1904
  - Peromyscus polius Osgood, 1904

- truei csoport – 5 faj
  - Peromyscus truei Shufeldt, 1885
  - Peromyscus gratus Merriam, 1898
  - Peromyscus bullatus Osgood, 1904
  - Peromyscus difficilis J. A. Allen, 1891
  - Peromyscus nasutus J. A. Allen, 1891

- melanophrys csoport – 3 faj
  - Peromyscus melanophrys Coues, 1874
  - Peromyscus perfulvus Osgood, 1945
  - Peromyscus mekisturus Merriam, 1898

- furvus csoport – 3 faj
  - Peromyscus furvus J. A. Allen & Chapman, 1897
  - Peromyscus ochraventer Baker, 1951
  - Peromyscus mayensis Carleton & Huckaby, 1975

- megalops csoport – 3 faj
  - Peromyscus megalops Merriam, 1898
  - Peromyscus melanurus Osgood, 1909
  - Peromyscus melanocarpus Osgood, 1904

- mexicanus csoport – 7 faj
  - mexikói amerikaiegér (Peromyscus mexicanus) Saussure, 1860
  - Peromyscus gymnotis Thomas, 1894
  - guatemalai amerikaiegér (Peromyscus guatemalensis) Merriam, 1898
  - chiapasi amerikaiegér (Peromyscus zarhynchus) Merriam, 1898
  - Peromyscus grandis Goodwin, 1932
  - yucatáni amerikaiegér (Peromyscus yucatanicus) J. A. Allen & Chapman, 1897
  - közép-amerikai amerikaiegér (Peromyscus stirtoni) Dickey, 1928

- incertae sedis
  - Peromyscus beatae Thomas, 1903
  - Peromyscus hylocetes Merriam, 1898
  - Peromyscus sagax Elliot, 1903